# Ankara
Ankara (régiesen Angora) 1923 óta Törökország fővárosa, második legnagyobb városa Isztambul után, valamint az ország egyik legnagyobb egyetemi városa. Népessége 5 445 026 fő (2017), tengerszint feletti magassága átlagosan 938 m. A város egyben Ankara tartomány székhelye is. Itt székel a parlament és itt, a város Yenişehir negyedében vannak a fontosabb minisztériumok, nagykövetségek is. Ankarában nyugszik monumentális mauzóleumában, az Anıtkabirban Mustafa Kemal Atatürk, a köztársaság alapítója. Ankara egészen a köztársaság alapításáig jelentéktelen kisváros volt, azután kezdett rohamosan fejlődni, hogy Atatürk 1923-ban fővárossá tette, mivel a hegyek közt sokkal jobban védhető helyen fekszik, mint Isztambul. A Közép-anatóliai régió fontos gazdasági és kereskedelmi csomópontja.

## Elnevezése
A mai Ankara helyén az első olyan települést, melynek nevét is ismerjük, i. e. 1200-ban a hettiták alapították Ankuvasz (Ankuwaš) néven. A frígek Ancyrának nevezték, a klasszikus és hellenisztikus korszakokban pedig Áŋkyra (Ἄγκυρα, horgony) volt a neve. A bizánciak Unguriyének nevezték el, ami az angórakecske tenyésztésének hatására fokozatosan Angorára változott. 1923-tól, a köztársaság kikiáltásától az ország fővárosa, a török parlament és a külföldi nagykövetségek székhelye. Az Ankara nevet 1930 óta viseli.

## Földrajza
Ankara az Eurázsiai-hegységrendszerhez tartozó, magashegységekből álló úgynevezett İzmir-Ankara-Erzincan szutúra mentén helyezkedik el, ezért a vidéken gyakoriak a földrengések. A város maga egy medencében fekszik, meredek és sziklás dombra épült, 152,5 méterrel az Engeri Su, a Sakarya (Sangarius) folyó mellékfolyójának bal partján elhelyezkedő síkság fölött, 900-950 méterrel a tengerszint felett. A város északi szélesség 39°52'30", keleti hosszúság 32°52' mentén helyezkedik el (39.875, 32.8333). Éghajlata kontinentális és félszáraz (a Köppen-skála szerint BSk), hideg, havas téllel és forró, száraz nyárral; egyaránt hat rá a közép-anatóliai időjárás és a fekete-tengeri. Eső leginkább tavasszal és ősszel hullik, egyébként az ország egyik legszárazabb vidéke. Az eddigi legmagasabb hőmérsékletet (41,2 °C) 2000. július 30-án regisztrálták. Az eddigi legalacsonyabb hőmérsékletet (-32,9 °C) 1942. január 16-án mérték.
| Hónap                         | Jan.  | Feb.  | Már.  | Ápr. | Máj. | Jún. | Júl. | Aug. | Szep. | Okt. | Nov. | Dec.  | Év    |
| ----------------------------- | ----- | ----- | ----- | ---- | ---- | ---- | ---- | ---- | ----- | ---- | ---- | ----- | ----- |
| Rekord max. hőmérséklet (°C)  | 16,6  | 19,9  | 25,7  | 30,3 | 33,0 | 37,0 | 41,2 | 39,0 | 35,2  | 32,2 | 24,4 | 18,0  | 41,2  |
| Átlagos max. hőmérséklet (°C) | 4,3   | 6,5   | 11,6  | 17,0 | 22,0 | 26,3 | 30,0 | 29,8 | 25,9  | 19,7 | 12,3 | 6,1   | 17,7  |
| Átlaghőmérséklet (°C)         | 0,4   | 1,9   | 6,0   | 11,2 | 15,9 | 19,9 | 23,4 | 22,9 | 18,5  | 12,9 | 6,6  | 2,3   | 11,9  |
| Átlagos min. hőmérséklet (°C) | −2,9  | −2,2  | 0,8   | 5,7  | 9,6  | 12,9 | 16,0 | 15,8 | 11,7  | 7,3  | 2,2  | −0,8  | 6,4   |
| Rekord min. hőmérséklet (°C)  | −32,9 | −21,5 | −19,2 | −6,7 | −1,6 | 5,0  | 6,8  | 7,2  | 2,8   | −3,4 | −8,8 | −14,6 | −32,9 |
| Napi napsütéses órák száma    | 3     | 4     | 6     | 6    | 9    | 10   | 11   | 11   | 9     | 7    | 4    | 2     | 7     |
| Forrás:                       |       |       |       |      |      |      |      |      |       |      |      |       |       |

## Története

### A kezdetek

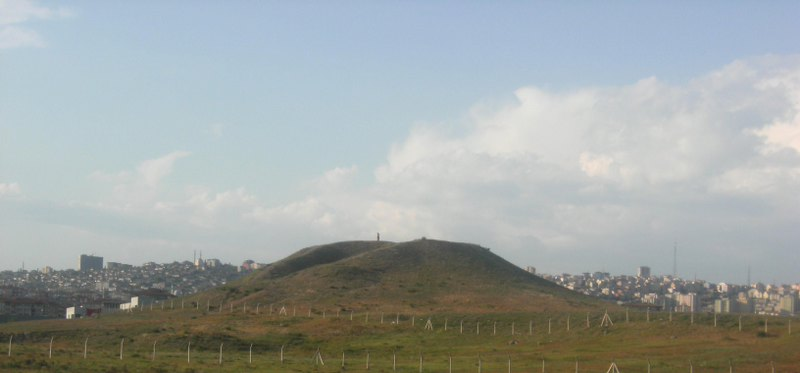
A bronzkori Yumurtatepe-tumulus nem messze Ankarától

A régió története a bronzkorban kezdődött a Hatti civilizáció megjelenésével, akik juhtenyésztéssel foglalkoztak. Őket az i. e. második évezredében a hettiták követték, akik Akuwash néven alapítottak itt kisebb települést.
A jelenlegi város területén az első jelentősnek számító település az i. e. 10. századra, a phrüg időszakra datálható. Ennek ásatási területe az Augustus-templom és az úgynevezett Római templom, valamint a Cankiri-kapu közti területre terjed ki. Legendák szövegei utalnak arra, hogy ez a hely a phrüg Midász király székhelye lehetett. A phrügök ennek a településnek az Anküra nevet adták, ami „hajóelsüllyedést” jelent. A település közelében tumuluszt létesítettek, jelezvén azt, hogy Ankara már i. e. 750–500 táján jelentős települési központnak számított. (A phrügök fővárosa azonban a Yassikhöyük határában fekvő Gordion volt, amely a Polatlı kerület határán innen helyezkedik el.) A lelőhely közvetlen környékén mintegy száz – még meglévő – tumulusz található, és ezek a phrügök i. e. 8. századi kultúrájának és civilizációjának bizonyítékai.

### Hellenisztikus időszak
A phrügöket i. e. 695 környékén a kimmerek igázták le, területüket előbb Lüdia kebelezte be, majd i. e. 547-ben a Perzsa Birodalom része lett. A városban a I. Dareiosz (i.e. 522–486) perzsa király által létesített „Királyi Út”, vagyis a kereskedelmi utaknak ezen pontján egy kis kereskedőközpont létesült. Nagy Sándor i. e. 334–333 telét Gordionban töltötte, és tavasszal bevette Ankarát is, ahol ez év őszéig a perzsa seregek visszatértét várta. Halála után, amikor hadvezérei felosztották birodalmát, Ankara és a környező területek előbb I. Antigonosz Monophthalmosz, majd i. e. 301-től I. Szeleukosz Nikatór király kezébe kerültek, és a Szeleukida Birodalom részét képezték.
A Szeleukidák nem sokkal ezután a galata kelták népvándorlási hullámai következtében veszítették el, akik három nagy hullámban, (i. e. 278–77) Európából Anatóliába vándoroltak, és a Halüsz (ma Kızılırmak, azaz „Vörös folyó”) mentén, annak kanyarulatában helyezték el a Tektoszagen törzs vezérségét, Ankürát megtéve székvárosuknak. Cnaeus Manlius Vulso római hadvezér i. e. 189-ben vonult a városhoz, ahol legyőzte a keltákat, a várost ezután nem hagyta el mindaddig, míg a terület a kelták uralma alól a pergamoni királysághoz nem került.

### A Római és Bizánci Birodalom idejében

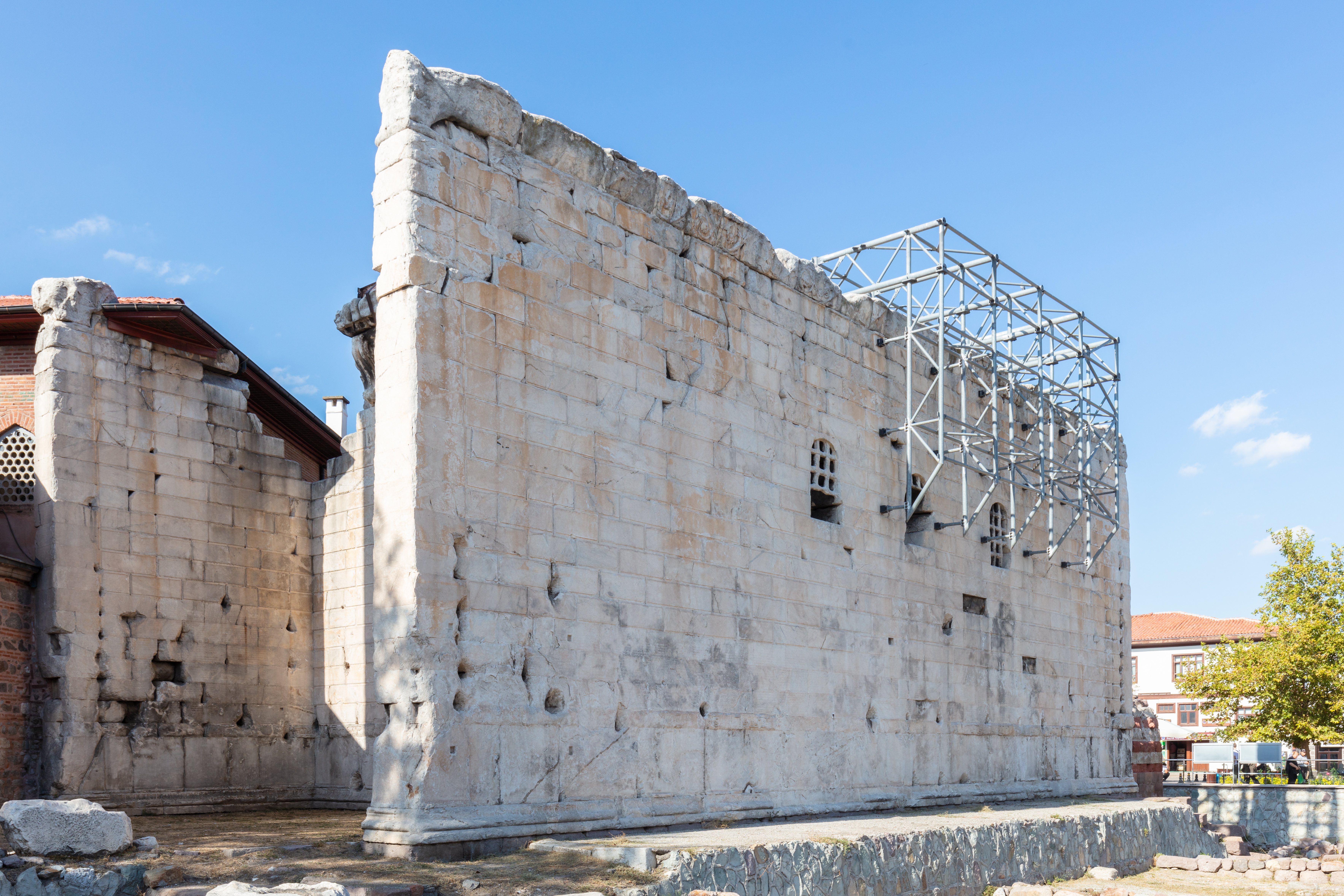
Augustus templomának maradványai

I. e. 133-ban a pergamoni állam területeit a Római Birodalom kebelezte be, az i. e. 1. században sokat háborúzva Pontosz királyaival Galatiáért. Egy meglehetősen nyugtalan és zűrzavaros periódus befejezéseként, i. e. 25-ben Augustus császár Galatiát ismét római fennhatóság alá vonta, ettől kezdve Anküra, latinosan Ancyra Galatia provincia székhelye lett. Nevét, amelyet Augustus adományozott, Szebaszteiára változtatták, a császár egyúttal egy neki szentelt templomot is alapított itt, amelynek falain elhelyezték önéletírásának, a Res Gestae Divi Augustinak egyik, legépebben fennmaradó példányát. Az európai birodalmat a kelettel összekötő kereskedelmi út birodalomhatáron fekvő településeként Anküra-Szebaszteia a római korban felvirágzott, sőt katonai bázissá is vált. A város virágkorát az i. sz. 2. században élte. Caracalla császár a 3. század elején a városfalakat felújíttatta, a falakon belül fürdőt is építtetett. Ebben a korszakban Ankara volt Kis-Ázsia keleti kapuja.
A kereszténység elterjedésekor Ankara jelentős egyházi centrummá vált, 314-ben és 358-ban két alkalommal is fontos konzíliumnak adott otthont, amelyet követően megkapta a püspöki méltóságot jelző kulcsokat. Iulianus császár 362-ben kis időt töltött itt, ezt követően a városnak új, városi jogokat adományozott. A római birodalom 395-ben történt felosztása révén Anküra a Keletrómai Birodalomhoz került. Logisztikai és katonai szempontból rendkívül fontos városnak számított még a bizánci korszakban is. Bár a 6. század után többször is arab seregek kezére került, a Bizánci Birodalom része maradt a 11. század végéig.

### A szeldzsuk hódítás

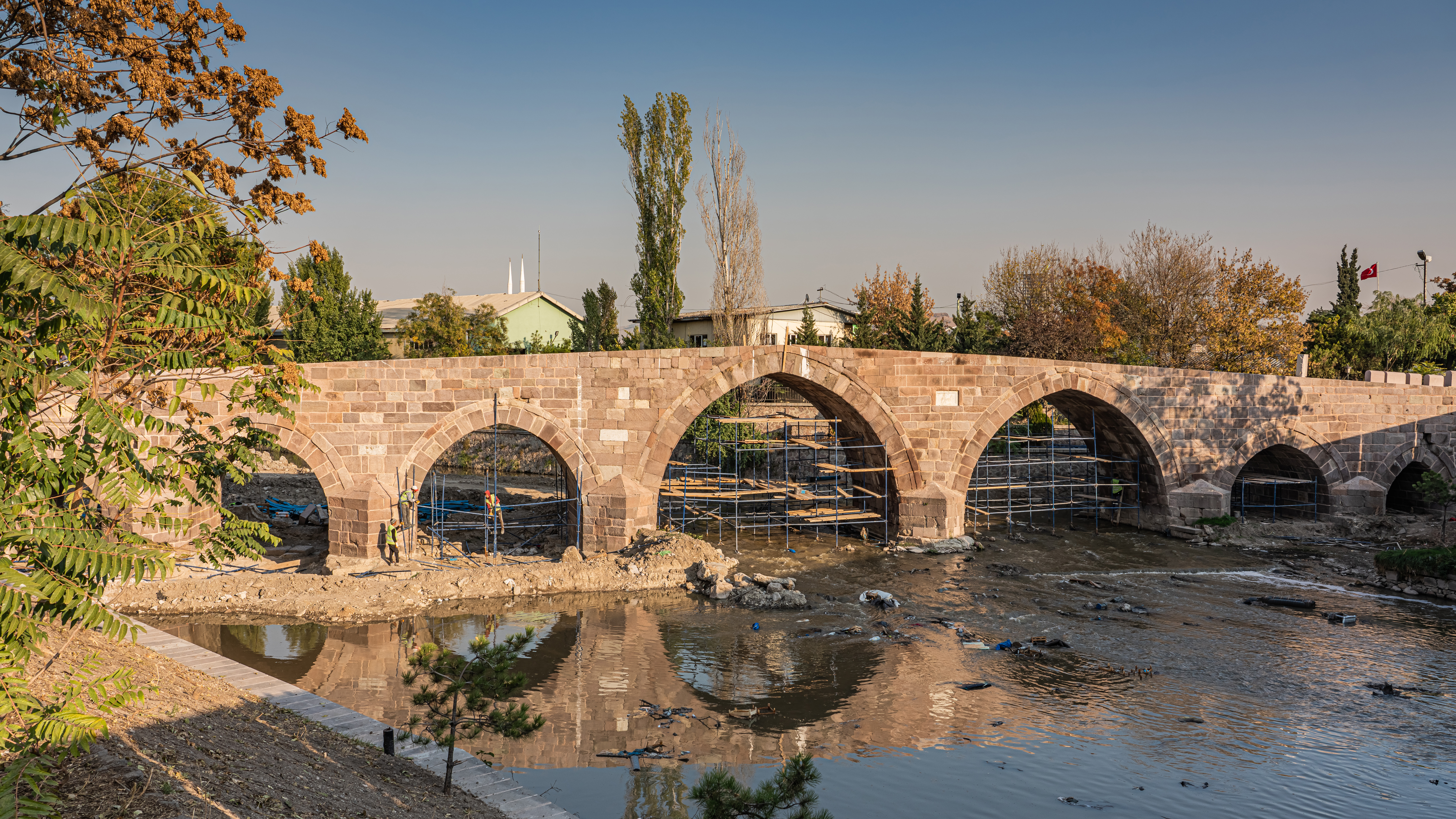
Az Akköprü, melyet Alaaddín Kejkubad szultán építtetett

A szeldzsuk Alp Arszlán hadvezérnek a bizánci birodalom felett aratott 1071. évi győzelmét (manzikerti csata) követően Anatólia nagy részéhez hasonlóan Anküra városa is szeldzsuk fennhatóság alá került 1073-tól. Alá ad-Dín Kejkubad (1219–1237) szeldzsuk szultán uralkodása idején, amely az Ikónium (Konya) központú anatóliai szeldzsuk uralom fénykora volt, Ankara mint régióközpont fontos építési tevékenység színhelye volt.
Mint egész Anatólia területét, a mongolok Ankarát is elfoglalták és fennhatóságuk alá vonták. A mongolokat legyőző II. Gijász ad-Dín Kajhuszró szultán Ankarában jól megerősített citadellát létesített, amely napjainkban is látható. Ennek ellenére a Kis-Ázsia területén uralkodó szeldzsuk birodalom hanyatlása következtében 1243 év elejétől végérvényesen mongol fennhatóság alá került, 1304-ben Ankara is beolvadt a mongol birodalomba. Ettől kezdve Ankara „Áhí-hercegség” néven, mint provinciaközpont a mongolok kezén maradt.

### Az oszmán fennhatóság
1356-tól a várost az oszmánok uralták, I. Murád 1362–63-ban Ankarát fejedelmi székhellyé tette. Az Anatóliát meghódító Timur Lenk hadjárata következtében 1402-ben Ankara lett a színhelye a Cubuk-fennsíkon a Tamerlán és I. Bajazid szultán közti csatának, amelyben Tamerlán legyőzte Bajazidot, aki fogságban halt meg.
Tamerlán Anatóliából való visszahúzódása után 1403-ban Ankara újra oszmán uralom alá került, ahol a megerősödő birodalom szerves részévé, az azonos nevű provincia központjává vált. (Ankyra neve az iszlám periódusban többször változott, váltakozva hívták Engürünek és Angorának is.)
A 17. században Ankara az egyik színtere lett a parasztok vezette, birodalom-ellenes Dzselali-felkelésnek, amely során a város egy része leégett. Az oszmán birodalmi korszak vége felé a többi városhoz hasonlóan Ankara is nyugalomban élt, azonban ebben az időben a város egy terméke révén ismét a kereskedelem látómezejébe került. Ez volt az angóra-fonal, a belőle készülő anyag a moher. Ezek jelentőségének növekedése, valamint a bőráruk kereskedelme révén a város és környéke újabb felemelkedést élt át.

### A köztársasági Ankara
Az Oszmán Birodalom bukása után, a függetlenségi háború következményeként a város még egyszer visszanyerte fontos helyzetét, mert az első világháború  után a szultáni államot a békeszerződések értelmében görög, francia, angol és olasz fennhatóság alá helyezték. Mustafa Kemal Atatürk, a török nacionalista mozgalom vezetője 1919-ben felszabadító mozgalma székhelyéül Ankarát választotta. Miután a függetlenségi háborút megnyerték – és az Oszmán Birodalom felbomlott –, Törökországot 1923. október 29-én köztársasággá kiáltották ki. A szabadságharc befejezését követően, 1923. október 13-án a város a Török Köztársaság fővárosának rangjára emelkedett.
Miután Ankara főváros lett, a várost két részre osztották, a régi városrészre, melynek neve ma Ulus, és az új városrészre, melynek neve Yenişehir, és amely a Kızılay negyed köré épült. Itt széles utcákat, szállodákat, színházakat, bevásárlóközpontokat és parkokat talál a látogató. A kormányzati épületek és a nagykövetségek is az új városrészben találhatók.

## Önkormányzat és közigazgatás
Ankarának független nagyvárosi önkormányzata (büyükşehir belediyesi) van, 15 kerület tartozik hozzá (melyek megegyeznek Ankara tartomány ide eső körzeteivel): Akyurt, Altındağ, Ayaş, Bala, Çankaya, Çubuk, Elmadağ, Etimesgut, Gölbaşı, Kalecik, Kazan, Keçiören, Mamak, Sincan és Yenimahalle. Mindegyik kerület saját polgármesterrel (belediye başkanı) rendelkezik. A város főpolgármestere 1994 óta Melih Gökçek. A főpolgármesteri hivatal épületei a város Yenimahalle kerületének több pontján helyezkednek el.

## Demográfiai adatok

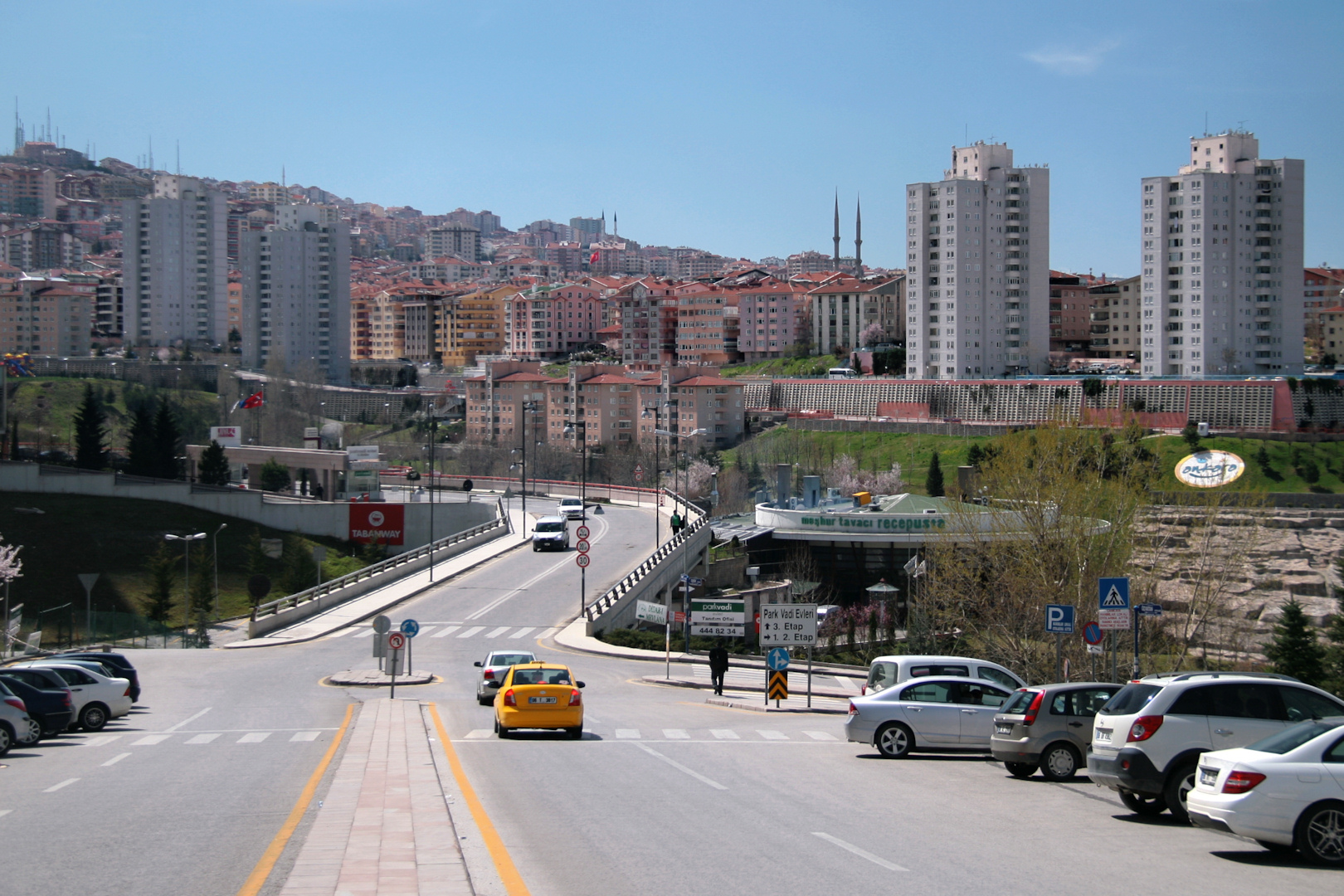
Dikmen, Ankara egyik elővárosa

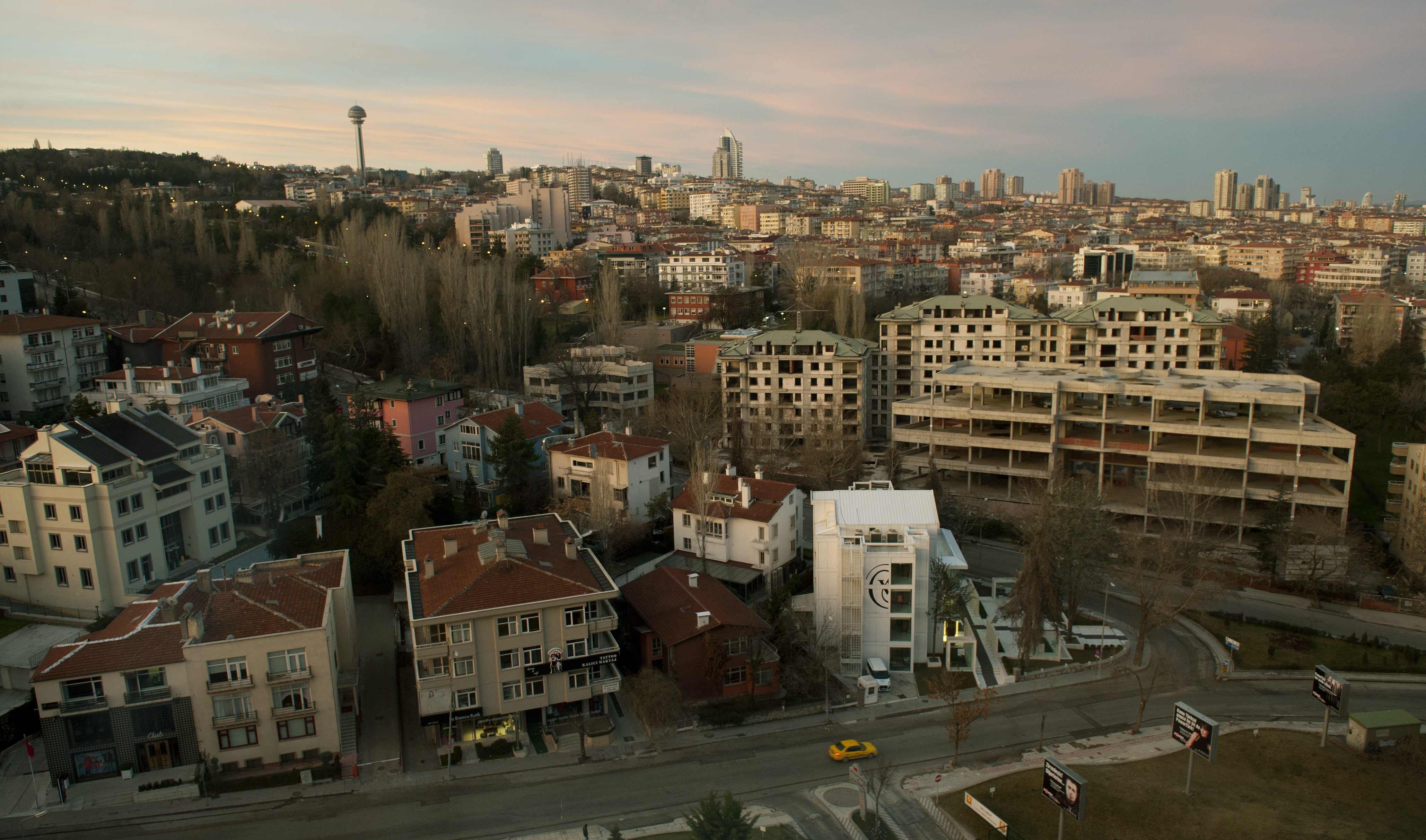
Ankara

Ankara lakossága a 2000-es adatok szerint 3 597 662 fő volt, a városba ebben az évben 90 ezerrel többen települtek, mint amennyien elköltöztek. A 2007-es népszámlálási adatok szerint Ankarában él a török lakosság 6,3%-a. 2007-ben hétezer külföldi élt a városban. A népsűrűség ekkor 163 fő/km² volt. A lakosság 53%-a született Ankarában, a további 47%-ból legtöbben Çorum, Yozgat és Çankiri tartományokban születtek.
2018-as adatok alapján az agglomerációnak 5,5 millió fő lakosa volt.

### Népességének változása
| Lakosok száma | 5 270 575 | 5 503 985 | 5 747 325 | 5 803 482 |
|               | 2015      | 2018      | 2021      | 2023      |

## Városkép
Amikor Ankara 1923-ban fővárosi rangra emelkedett, Atatürk külföldi építészeket kért fel a várostervezésre, akiket a német Hermann Jansen professzor, Berlin főépítésze vezetett. Jansen németesen egyszerű, szigorú struktúrájú és formavilágú tervet készített az új főváros számára, ami szöges ellentétben állt a város oszmán stílusú építészetével. Az állami épületeken Walter Gropius híres Bauhaus iskolájának 1923 és 1935 közötti stílushatása tükröződik.
Az 1950-es években a várostervezés hektikussá vált, Jansen tervei szerint ugyanis 12 négyzetméternyi zöld terület jutott volna minden egyes lakosra, azonban az egyre növekvő város ezekre a területekre is építkezni kezdett. Jansen eredeti tervei szerint a város lakossága nem haladta volna meg a 300 000 főt, ezt azonban Ankara hamar felülmúlta. Az 1960-as években az egyre növekvő lakosság miatt a város elkezdett terjeszkedni olyan területekre, amelyek nem ideális lakóterületek, a hegyekkel körülvett részen ugyanis megreked a levegő, emiatt nő a szennyezettség is. Ankara vezetése igyekszik kiküszöbölni a problémákat, parkok és zöld területek létesítésével elérték, hogy 2008-ra az egy főre jutó zöld terület nagysága elérte a 14,96 m²-t, ami felülmúlja Jansen eredeti terveit is.

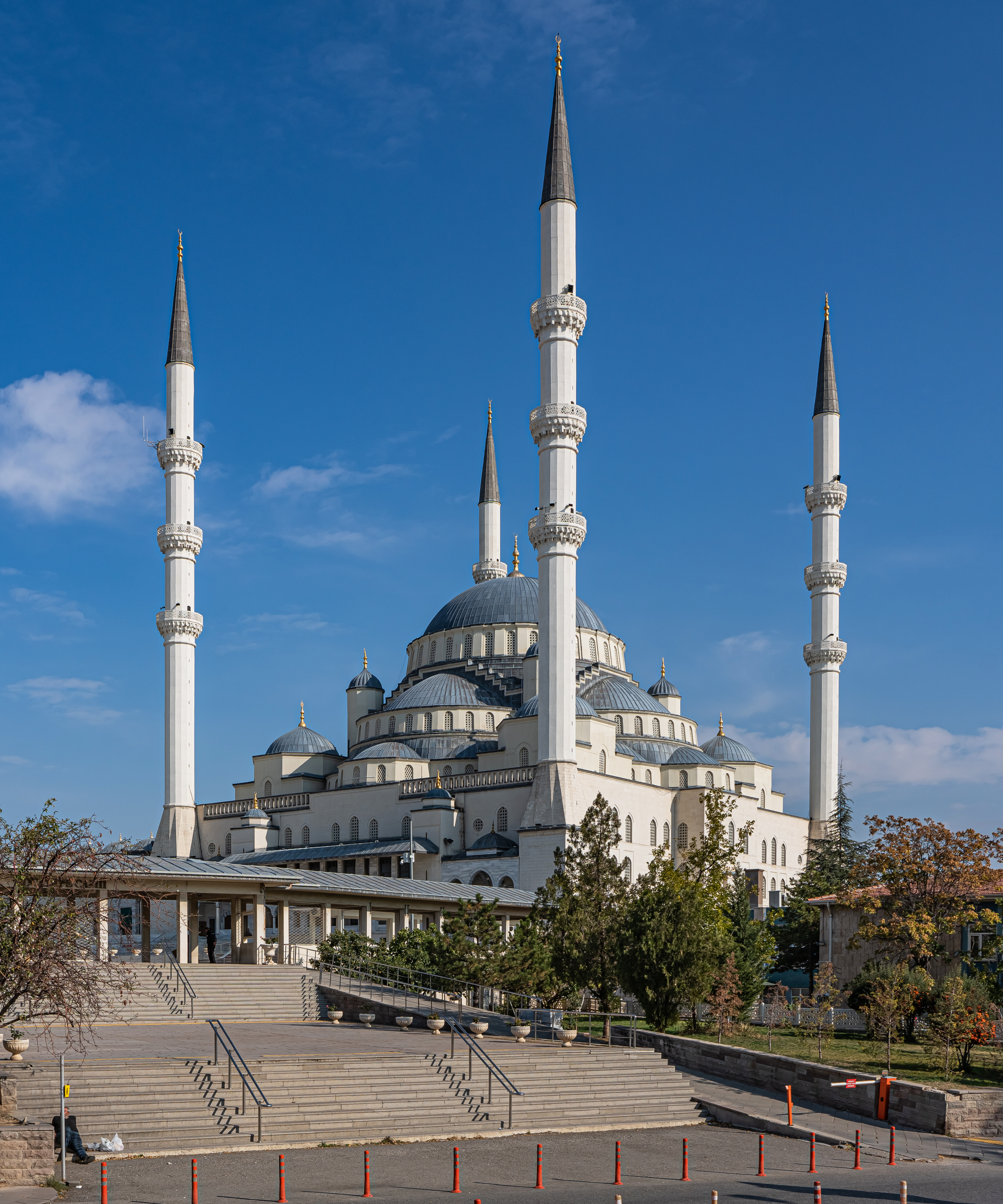
A Kocatepe mecset

A város építészeti stílusát Jansen terve, a külföldi építészek és az Első Nemzeti Építészeti Mozgalom török építészete határozta meg, utóbbi oszmán hagyományokat kívánt új formába önteni, amely főként a homlokzatok kőfaragványaiban és csempedíszítéseiben nyilvánult meg. Az ankarai egyetemeken tanító külföldi építészek ezzel szemben egyszerű, funkcionális, díszítetlen, hatalmas ablakokkal rendelkező modern épületeket terveztek. Jansen 1923-as terve alapján két hatalmas sugárút – a Gazi és az İstasyon – épült, melyek egy T alakú kereszteződésben találkoznak, itt Atatürk szobra jelképezi a város középpontját. A Gazi sugárút adja a város észak-déli tengelyét, míg az İstasyon sugárút a vasútállomást köti össze a Gazi sugárúttal kelet felé haladva. Az İstasyon sugárút két oldalán áll a kormányzati épületek többsége. Az új városrészek kiépítésekor gondosan ügyeltek a több száz éves oszmán kori épületeknek otthont adó régi Ankara megőrzésére. Az 1940-es évektől az 1960-as évekig a Második Nemzeti Építészeti Mozgalom képviselői folytatták az első mozgalom által kezdett építészeti hagyományokat, valamivel kevesebb díszítettséggel és modernebb formavilággal. A korszak legmonumentálisabb építménye Anıtkabir, Atatürk nyughelye. Az 1980-as és 90-es években a külföldi irányvonalakat követve a városban számos neoklasszicista, arabeszk és expresszionista épületet emeltek.
A városban az 1950-es évek óta óriási problémát jelentenek az úgynevezett gecekondu („egy éjszaka alatt épült”), illegális, többnyire sietősen és építészeti szempontból kifogásolható módon felhúzott lakóépületek, amelyek felett az első évtizedekben a hatóságok szemet hunytak. Ezek az épületek ma csaknem a lakosság felének adnak otthont. Az egyes kerületi önkormányzatok néhol a magántőke bevonásával igyekeznek átformálni és korszerűsíteni a gecekondu-lakótelepeket.
A városképhez hozzátartoznak a mecsetek is, Ankarában több nagy mecset található. A Kocatepe-mecset a 20. század végén épült, klasszikus oszmán stílusban, melynek jellegzetessége a négy minaret. A mecset méretéből és elhelyezkedéséből adódóan Ankara központjából bárhonnan jól látható. A Haci Bayram–mecset: az Ulus negyedben található, közvetlenül Augustus temploma mellett; a 15. század elején épült szeldzsuk török stílusban. A 16. században Szinán tervei alapján helyreállították, a 18. században pedig Kütahyából származó csempével díszítették. A mecsetet Haci Bayramról, egy szúfi rend alapítójáról nevezték el, akinek sírja a mecset mellett található. Nevezetes még a 13. században, szeldzsuk stílusban épült Aslanhane-mecset és a 12. századi Alaaddín-mecset, melyek a citadella közelében találhatóak.

## Turizmus
Ankara nem tartozik a hagyományos értelemben vett turistacélpontok közé, az ide érkező belföldi és külföldi turisták száma lényegesen kevesebb, mint például a török riviérán vagy Isztambulban. Ehhez a város fekvése és adminisztratív fővárosi funkciója is hozzájárul. 2001-ben a hivatalos szervek adatai szerint 208 ezer külföldi és 500 ezer török állampolgár érkezett az Esenboğa nemzetközi repülőtérre. A városba érkezők közül mindössze 8977-en jelentkeztek turisztikai információs pultoknál.

### Kulturális turizmus

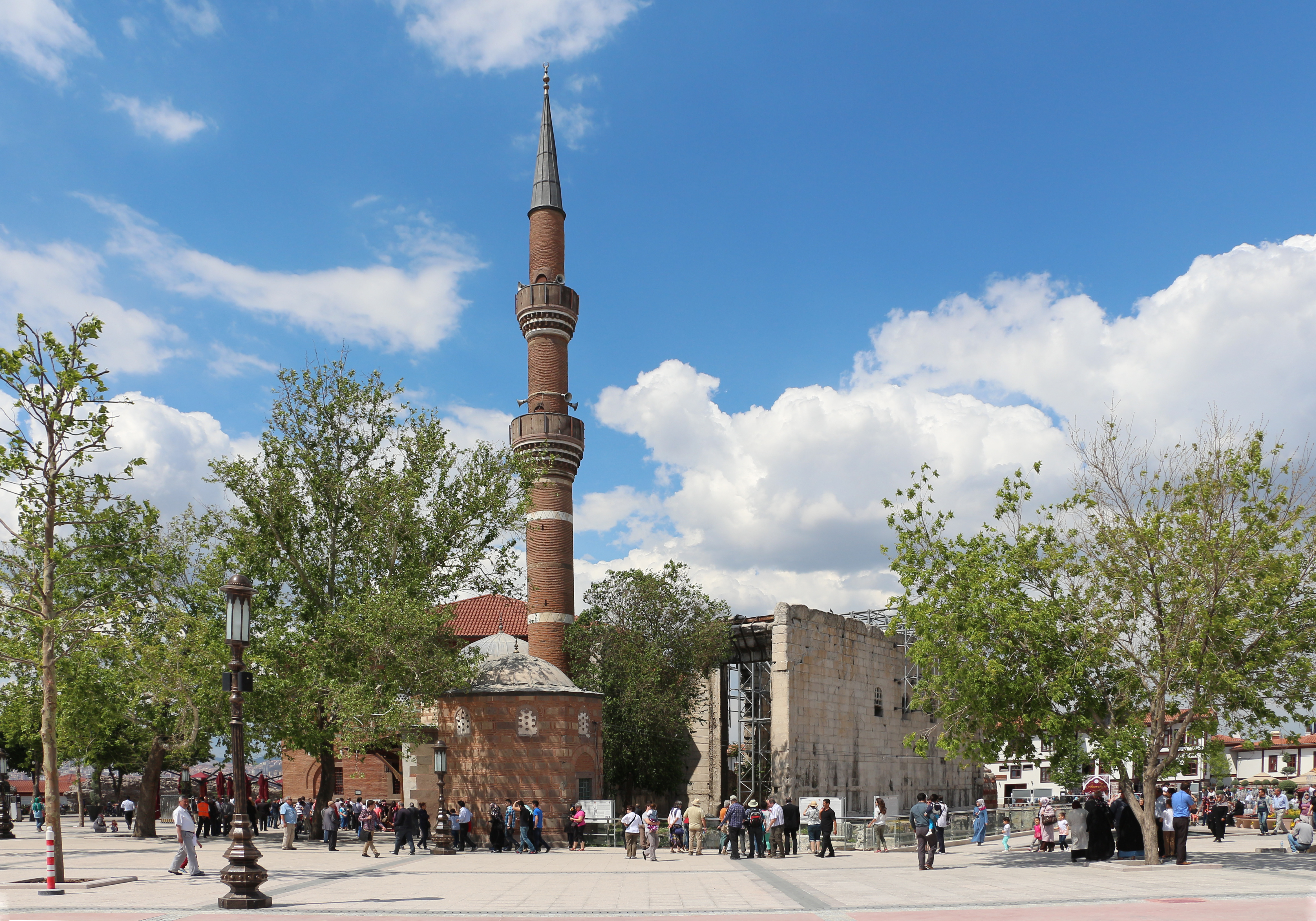
A Hacı Bayram mecset

Ankarában a kulturális turizmus főként a múzeumokra koncentrálódik, az itteni történeti és régészeti múzeumokban rengeteg értékes, ősi anatóliai leletet állítottak ki. Ezen kívül a régi városrészben számos történelmi műemlék található, úgy mint az ősi római, bizánci és oszmán török stílusú épületek és a keskeny, kanyargós utcák. A nevezetességek közül kiemelkedik Augustus császár temploma, melynek falán található a híres Monumentum Ancyranum. Itt emelkedik az ankarai vár, aminek elődjét valószínűleg az i. e. 2. században emelték, később a rómaiak újjáépítették, a bizánciak pedig a belső várrészt építették hozzá. A valaha húsz bástyás várból kevés maradt fent az utókor számára. A régi városrész ékkövei a 15. századi hamamok (törökfürdők) és a római fürdők. Ugyancsak sok, a 13. és 19. század között épült mecset található a városban, ilyen például a 15. század elején épült Hacı Bayram mecset. A 20. században épült dzsámik közül a legnagyobb a Kocatepe-mecset.
A főváros egyik legnagyobb látnivalója Anıtkabir, mely az Anittepe városrészben egy dombon található, és mely Mustafa Kemal Atatürk, a Török Köztársaság alapítója, első elnöke és legnagyobb reformere mauzóleuma. 1953-ban fejezték be, stílusában modern és ókori elemek keverednek. A szomszédos múzeumban megtalálhatóak Atatürk emlékei: levelei, személyes tárgyai, fényképei, valamint az államelnök viaszszobra is. A mauzóleum minden nap nyitva tart, a múzeum hétfő kivételével minden nap.
2005 májusában adták át az Estergon Kalesi-t, ami az esztergomi vár és bazilika rekonstrukciója a török fővárosban, és kulturális központként funkcionál.
A város legmagasabb pontján áll az Atakule-torony, melynek tetején egy forgó étterem található.

### További turisztikai célpontok
Ankara, mivel otthont ad a minisztériumoknak és a kormányzati adminisztrációnak, a konferenciaturizmus egyik célpontja. A városban számos szálloda és konferenciaközpont található.
A téli sportok kedvelői 18 km-re Ankarától találják az Elmadağ Síközpontot, amely 1500–1850 méteres magasságban fekszik. A síközpont január és március között tart nyitva, a hó 30–60 centiméteres, a pálya könnyű és közepes nehézségi fokozatú. A környező hegyek és patakos völgyek a túrázók kedvelt célpontjai. A városhoz közel fekvő folyóvizeknél és tavaknál népszerű a horgászat. Ankara környékén számos, bizánckori barlang található, melyekben számos korabeli barlanglakást és egy keresztény templomot is megtekinthetnek a látogatók.
A város környékén, a Soğuksu Nemzet Parkban számos növény és állatfaj, köztük több keselyűfajta is él.

## Kulturális élet

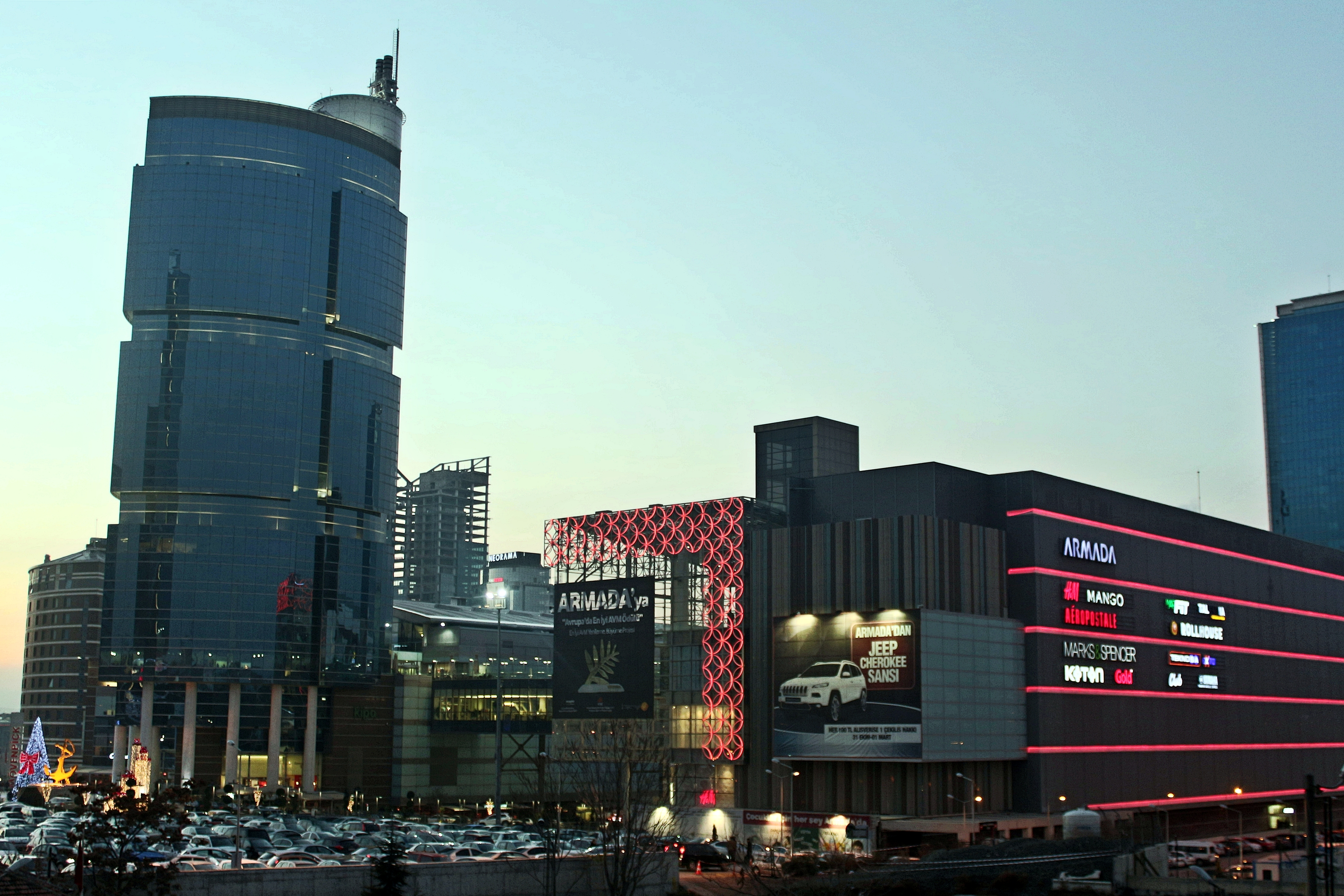
Armada Shopping Mall

A török főváros kulturális élete igen sokszínű. Atatürk egyik célja volt, hogy az új főváros mindenben az európai gondolkodásmódot tükrözze, és a művészeteket igen kedvelő államférfi nagy hangsúlyt fektetett a köztársaság kulturális életének élénkítésére is. A köztársaság első éveiben megalakultak az állami színházak és operaházak, valamint a balett-társulat; a színészeket, rendezőket, dramaturgokat, jelmeztervezőket állami konzervatóriumokban képzik. A városban tíznél több állami és számtalan kisebb magánszínház található. 1993 óta minden évben megrendezik a Nemzetközi Ankarai Színházfesztivált, csak a Covid19-pandémia idején nem voltak előadások. Élénk a zenei élet is, itt székel az Elnöki Szimfonikus Zenekar, itt található az elismert zenei konzervatóriumok többsége. A komolyzene neves képviselői (mint például a nemzetközileg is ismert Fazıl Say zeneszerző) mellett a főváros – a zenei élet központjával, Isztambullal vetélkedve – egyre több, ismert könnyűzenei előadót is ad az országnak, mint például a maNga rockegyüttes, Nil Karaibrahimgil popénekesnő vagy Özlem Tekin rockénekesnő. Ankarának élénk az underground zenei élete; a fiatalok kedvelt szórakozóhelyei a Sakarya úton találhatóak. A fesztiválok is népszerű események, ilyen például az Ankarai Nemzetközi Filmfesztivál vagy a Sevda Cenap Nemzetközi Művészeti és Zenei Fesztivál.

### Pihenés

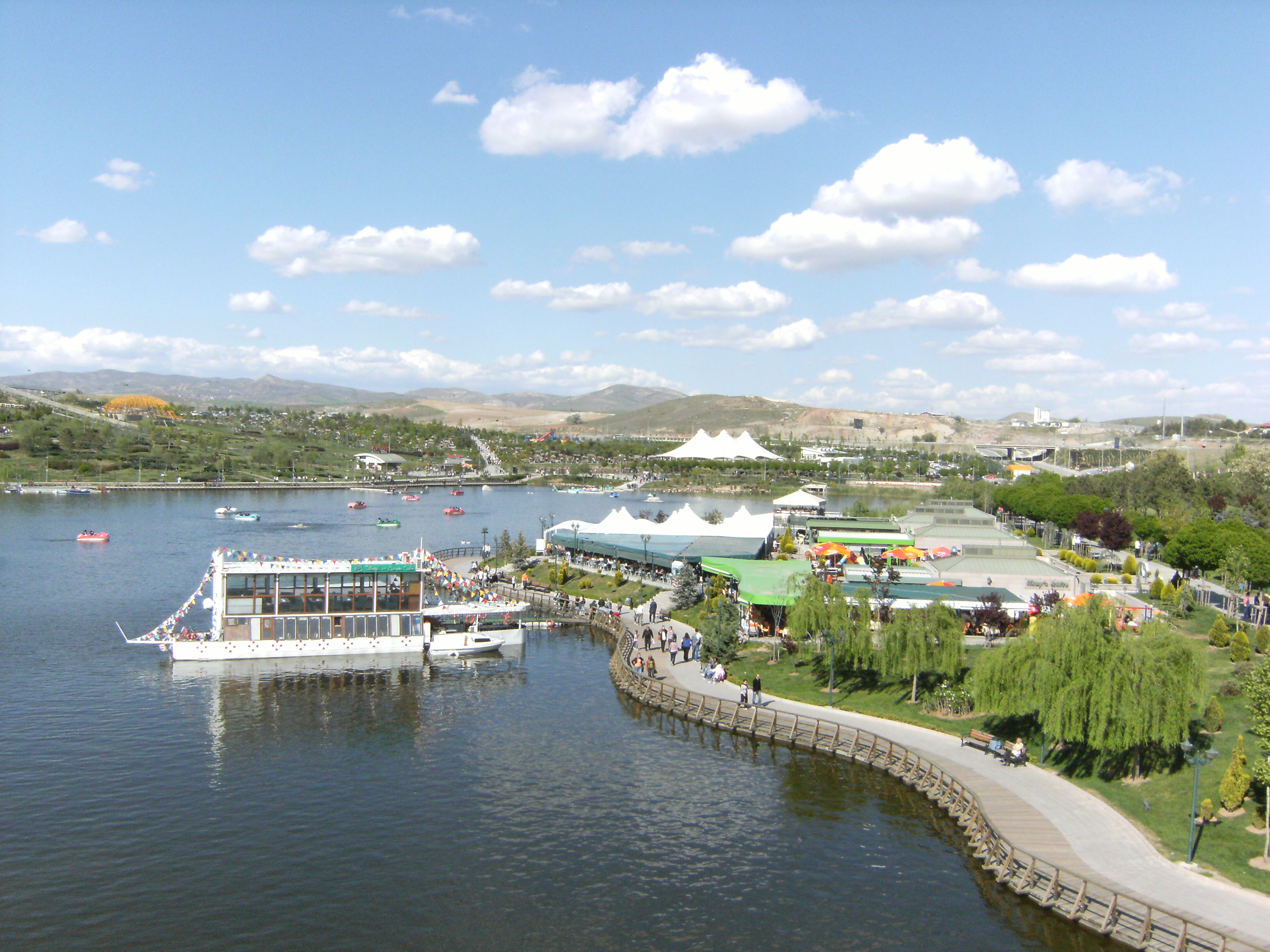
A Göksu-park egy részlete

Ankara, akárcsak a legtöbb nagyváros, számos rekreációs lehetőséget nyújt. A város több, szépen gondozott, nagy kiterjedésű parkkal rendelkezik. Az egyik legnagyobb a Mavi Göl Parkı vagyis a Kéktó-park, kétmillió négyzetméteren terül el, melyből maga a tó hatszázezer négyzetméter. A parkban sportpályák, piknikező terület, lovaglópálya és számos teaház áll a pihenni vágyók rendelkezésére. Hasonló méretekkel rendelkezik a Harikalar Diyarı Parkı, ahol több sportkomplexum is helyet kapott. A 640 ezer négyzetméteres Altınpark rekreációs központot egy 1985-ös pályázat megnyerésével kezdték el építeni, a park 85%-a zöld terület. A 15% beépített területen többek között konferenciaközpont, kiállítóközpont, nyári iskola, számos étterem és szórakozóhely is helyet kapott. Kisebb területű, de hasonló létesítmény a Göksu park, a Mogan park, a Seğmenler park és a Dikmen-völgy. 1975-ben a város vezetősége hatvannégyezer négyzetméteren botanikuskertet hozott létre, ahol több ritka növény is található.

### Múzeumok
Ankarában több múzeum is található, ezek közül a legnagyobb az Anatóliai Civilizációk Múzeuma. A régészeti kiállításoknak otthont adó múzeum mellett etnográfiai, művészeti és történelmi témájú múzeumokat láthat a látogató, ilyen például az első török parlamentnek otthont adó épületben helyet kapott, a török függetlenségi háború emlékét őrző Kurtuluş Savaşı Müzesi. Az államalapító Mustafa Kemal Atatürk monumentális síremléke, Anıtkabir is funkcionál múzeumként.

### Könyvtárak
Ankarában található Törökország három leggazdagabb könyvtára, a Milli Kütüphane (Nemzeti Könyvtár), a Türk Tarih Kurumu Kütüphanesi (Török Történelmi Társaság Könyvtára), és a Bilkent Egyetem könyvtára, amely egyben az ország legnagyobb egyetemi könyvtára is. A Nemzeti Könyvtár a népszerű Bahçelievler körzetében nyílt meg 1948-ban, 39 ezer négyzetméteren. A könyvtárban több mint két és fél millió kötet található. A török parlament könyvtárát 1920-ban hozták létre, itt főként török és külföldi újságokat és folyóiratokat archiválnak.

## Oktatás

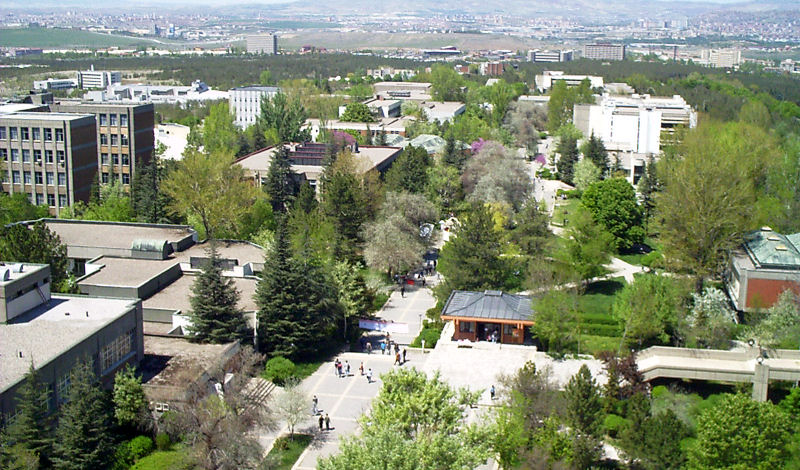
Az ODTÜ kampusza a mérnöki kar épületéből nézve

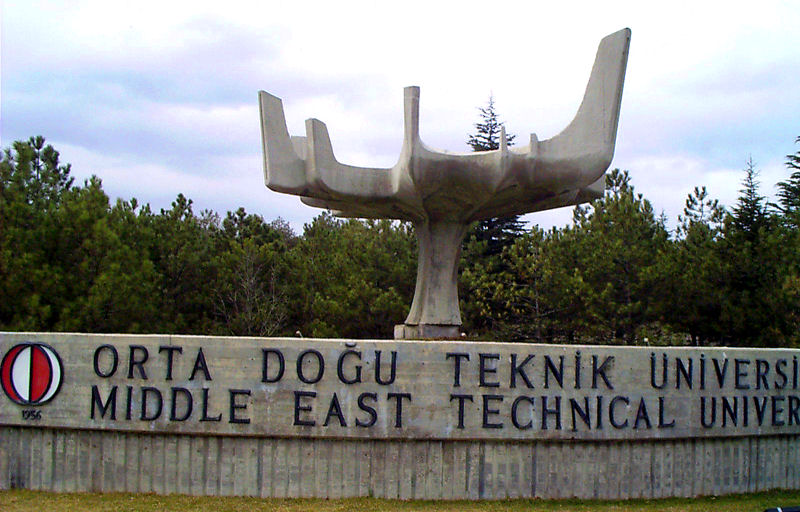
A „Tudás fáját” szimbolizáló szobor az ODTÜ bejáratánál

Ankara igazi egyetemváros, összesen tizenkét felsőoktatási intézménnyel rendelkezik, ezek közül négy egyeteme és két katonai akadémiája állami tulajdonú, hat pedig magánegyetem. Ankara egyetemeit rendszerint a legjobbak között tartják számon, egy 2001-ben végzett kutatás szerint az Ankara Egyetem, a Közel-keleti Műszaki Egyetem, a Hacettepe Egyetem és a Gazi Egyetem az ország tíz legjobb egyeteme közé tartozik.
Az állami egyetemek közül az Ankarai Egyetem (Ankara Üniversitesi) a legrégebbi, melynek jogi karát még Atatürk alapította 1925-ben, maga az egyetem 1946-ban jött létre. Az ország egyik legjobb műszaki egyetemeként tartják számon a Közel-keleti Műszaki Egyetemet (Orta Doğu Teknik Üniversitesi, ODTÜ). Törökország legnagyobb presztízsű magánegyetemei közé tartozik a Bilkent Egyetem, melyet 2007-ben az amerikai Newsweek hetilap a világ 500 legjobb egyeteme közé sorolt.
Állami egyetemek
- Ankarai Egyetem (Ankara Üniversitesi)
- Gazi Egyetem (Gazi Üniversitesi)
- Hacettepe Egyetem (Hacettepe Üniversitesi)
- Közel-keleti Műszaki Egyetem (Orta Doğu Teknik Üniversitesi; ODTÜ)

Magánegyetemek
- Atılım Egyetem (Atılım Ünivesitesi)
- Fővárosi Egyetem (Başkent Üniversitesi)
- Bilkent Egyetem (Bilkent Üniversitesi)
- Çankaya Egyetem (Çankaya Üniversitesi)
- TOBB Közgazdaságtudományi és Műszaki Egyetem (TOBB Ekonomi ve Teknoloji Üniversitesi)
- Ufuk Egyetem (Ufuk Üniersitesi)

Katonai Akadémiák
- Gülhane Katonai Orvosi Akadémia (Gülhane Askeri Tıp Akademisi)
- Kara Harp Akadémia (Kara Harp Okulu)

## Gazdaság
|                  |            |
| Az üzleti negyed | Irodaházak |

Ankara fontos közlekedési és kereskedelmi csomópont. A környező mezőgazdasági területek fontos piaci központja. Mielőtt még fővárossá kiáltották ki, híres volt a hosszú szőrű kecskékről és a gyapjaikról (angóra gyapjú), macskáiról, fehér nyulairól; a város környékén termesztett körtéről és mézről, valamint a terület muskotály szőlőjéről; utóbbinak köszönhetően a bortermelés is jelentős. Fejlett az élelmiszeripara (liszt, tészta, cukor, étolaj, tejtermékek, húsipar), a textilipara, és az építőipari alapanyag- és gépgyártása.
A 2007-es adatok szerint Ankara gazdasága a bruttó nemzeti termék 9%-át, az állami adóbevételek 12%-át adja. 2006-ban 3,5 milliárd amerikai dolláros exportot bonyolított, ami az ország exportjának 4,2%-a; 14,2 milliárd dolláros importforgalma pedig az országosnak a 10,3%-a. Főként acélból készült termékeket, gépeket, gépjármű-alkatrészeket, bútorokat, ruházati cikkeket, szervetlen kémiai anyagokat, drágaköveket és gabonaféléket exportáltak.
Ankara lakosságának háromnegyede az állami szektorban dolgozik. A munkanélküliség aránya 12,1%.

### Vásárlás
Ankarában egyaránt megtalálhatóak a régi bazárok, piacok és a modern, új plázák, bevásárlóközpontok. Népszerű a régi városrészben, Ulusban található Çıkrıkçılar Yokuşu (Szövők Utcája), ahol kézi szövésű textileket, szőnyegeket, kilimeket, illetve bőrárukat lehet vásárolni. A Bakırcılar Çarşısı (Rézművesek Piaca) réztárgyakon kívül számos más kézműves terméket (csipkét, szőnyeget, ékszereket, antik tárgyakat) kínál. A várhoz vezető utcákban zöldség- és gyümölcsárusok kínálnak friss terményeket. A modern bevásárlóközpontok nagyrészt a Kızılay negyedben és a Tunalı Hilmi sugárúton kaptak helyet, ilyen pláza például az Armada, melynek Ankara régi nevének megfelelően egy horgony a szimbóluma; illetve a Karum bevásárlóközpont. A külvárosi részeken is találhatóak hatalmas méretű bevásárlóközpontok, főként az autópályák mentén: az Isztambulba vezető autópálya mellett épült fel a régió legnagyobb ilyen kereskedelmi épülete, az Ankamall.

## Infrastruktúra

### Közlekedés

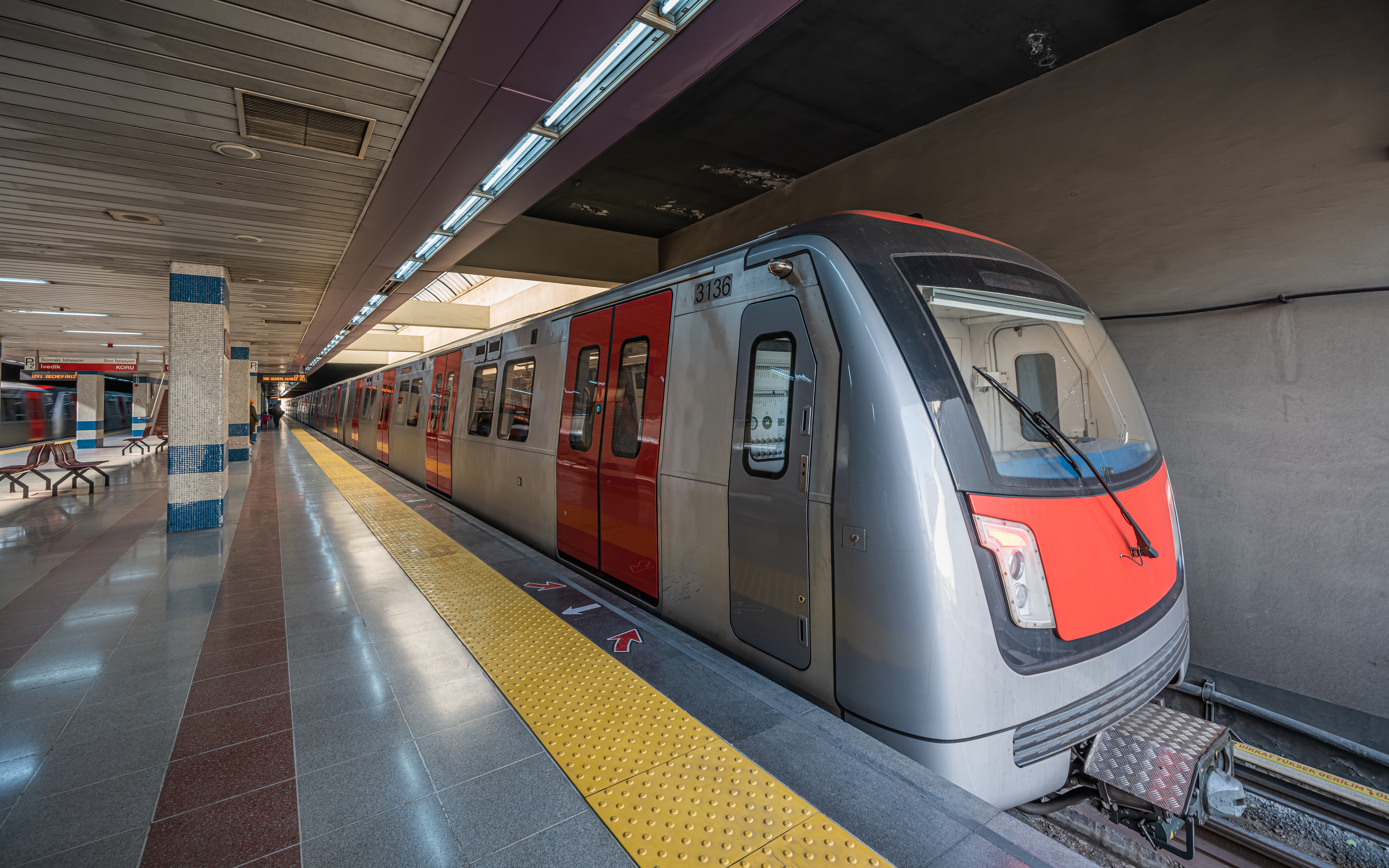
Az ankarai metró Yenimahalle állomása

A tömegközlekedést az EGO (Elektrik Gaz Otobüs) működteti a városban, amely egyaránt felel az autóbusz-hálózatért és a városi vasúthálózatért. Ankarának négy metróvonala és egy könnyűmetróvonala van, az Ankaray. A negyedik metróvonalat 2017-ben adták át. A rendszer évente körülbelül 100 millió utast szállít.
Az autóbusz-hálózatot az 1930-as évek elején kezdték el kiépíteni, 1935-ben a Szovjetuniótól vásároltak 100 darab ZIS márkájú autóbuszt, ezekkel indult meg az ankarai tömegközlekedés. Az 1950-es években már 28 vonalon közlekedtek a járművek, ám így is csak a lakosság 65%-át tudták ellátni. 1984-ben a járműparkot Magyarországtól vásárolt Ikarus autóbuszokkal egészítették ki, ekkor már 144 vonalat üzemeltetett az EGO. 1992-ben az ODTÜ egyetem kutatóival közösen az EGO kifejlesztett egy földgázzal működő rendszert, és harminc ilyen, a környezetre kevésbé káros autóbuszt helyeztek forgalomba. 1995-ben kétemeletes buszokat vásárolt az önkormányzat. 1999-ben összesen 264 Mercedes típusú busszal frissítették fel az autóparkot. 2007-ben 50 darab dízel és 400 darab földgázzal működő autóbuszt állítottak forgalomba. 2007-ben az EGO autóbusz-parkja 1640 járművel rendelkezett, 300 vonalon átlagosan 8650 járat közlekedett. 2001-ben a metró-, Ankaray- és autóbusz-jegyeket egységesítették, így egy típusú jeggyel lehet igénybe venni mindhárom rendszert.
Az ankarai autóbusz-pályaudvar (Ankara Şehirlerarası Terminal İşletmesi, AŞTİ) az országos hálózat egyik fontos csomópontja. A városba vonattal is el lehet jutni, az Ankara Garı a fő vasútállomás.
Ankarának jelentős a légi forgalma, a 2007-ben csaknem 5 millió utast fogadó Esenboğa nemzetközi repülőtér a város északi részén található.
Vasúton az Isztambul–Ankara nagysebességű vasútvonalon lehet eljutni Isztambulba.

### Közművek
Ankara már az ókorban is fontos városnak számított, a rómaiak építettek itt vízvezetékrendszert. A várost átszelő „római csatorna” még a köztársaság első éveiben is biztosította a vízellátást a város számára. Az 1890-es években Abidin pasa váli a környékbeli források vizét is a városba vezette és francia mérnökök által tervezett kutakat építtetett. A köztársaság kikiáltása után az új főváros népessége rohamosan növekedni kezdett, így 1925-ben megkezdődött a vízrendszer kibővítése és modernizálása. Nem messze a várostól földalatti tározót építettek, ahonnan 600 mm átmérőjű csöveken vezették a vizet a városba. A környékbeli vízforrásokhoz szivattyúkat telepítettek. 1931-ben rendelettel hozták létre az Egészségügyi Minisztériumnak jelentő Ankarai Városi Ivóvíz-bizottságot (Ankara Şehri İçme Suyu Komisyonu), melynek feladata a város ivóvíz-ellátásának felügyelete volt. Bár több száz kilométernyi vízvezetéket fektettek le, új tárolókat építettek és új források vizét irányították a városba, az elképesztő gyorsasággal növekvő lakosság ellátását mégsem tudták teljesen megoldani, az 1940-es és '50-es években a város súlyos vízhiánnyal küszködött. Az ankarai önkormányzat ezért 1949-ben létrehozta az Ankarai Vízigazgatóságot (Ankara Su İdaresi; ASU). Az ASU főként földalatti vízforrások felhasználásával egészítette ki a vízrendszert. Az 1960-as években újabb felszíni víztározók épültek. 1986-ban, isztambuli példára jött létre a nagyvárosi önkormányzathoz tartozó Ankara Su ve Kanalizasyon İdaresi (ASKİ). A városban 2007-ig összesen 2515 kilométernyi vízcsövet fektettek le.
Ankara áramellátásáról a Başkent Elektrik Dağıtım társaság gondoskodik, melyet a tartományban elsőként privatizáltak. A céget a Sabancı Holding és az osztrák Österreichische Elektrizitatswirtschafts-Aktiengesellschaft vásárolta meg 1 milliárd 225 millió dollárért.

### Egészségügy
Ankarában több kórház is található, egy részük állami, más részük pedig magántulajdonban van, egy pedig katonai kórház. Mind az állami, mind a magánkórházak között találunk egyetemi klinikákat. Az általános vélemények szerint az állami kórházak rosszul felszereltek, kevésbé higiénikusak és emberbarátiak, mint a magánkórházak, mégis ezek a kórházak (különösen az egyetemi klinikák) rendelkeznek a legjobb orvosokkal. A külföldi szervezetek a turisták számára a magánkórházak igénybevételét ajánlják.

## Sport

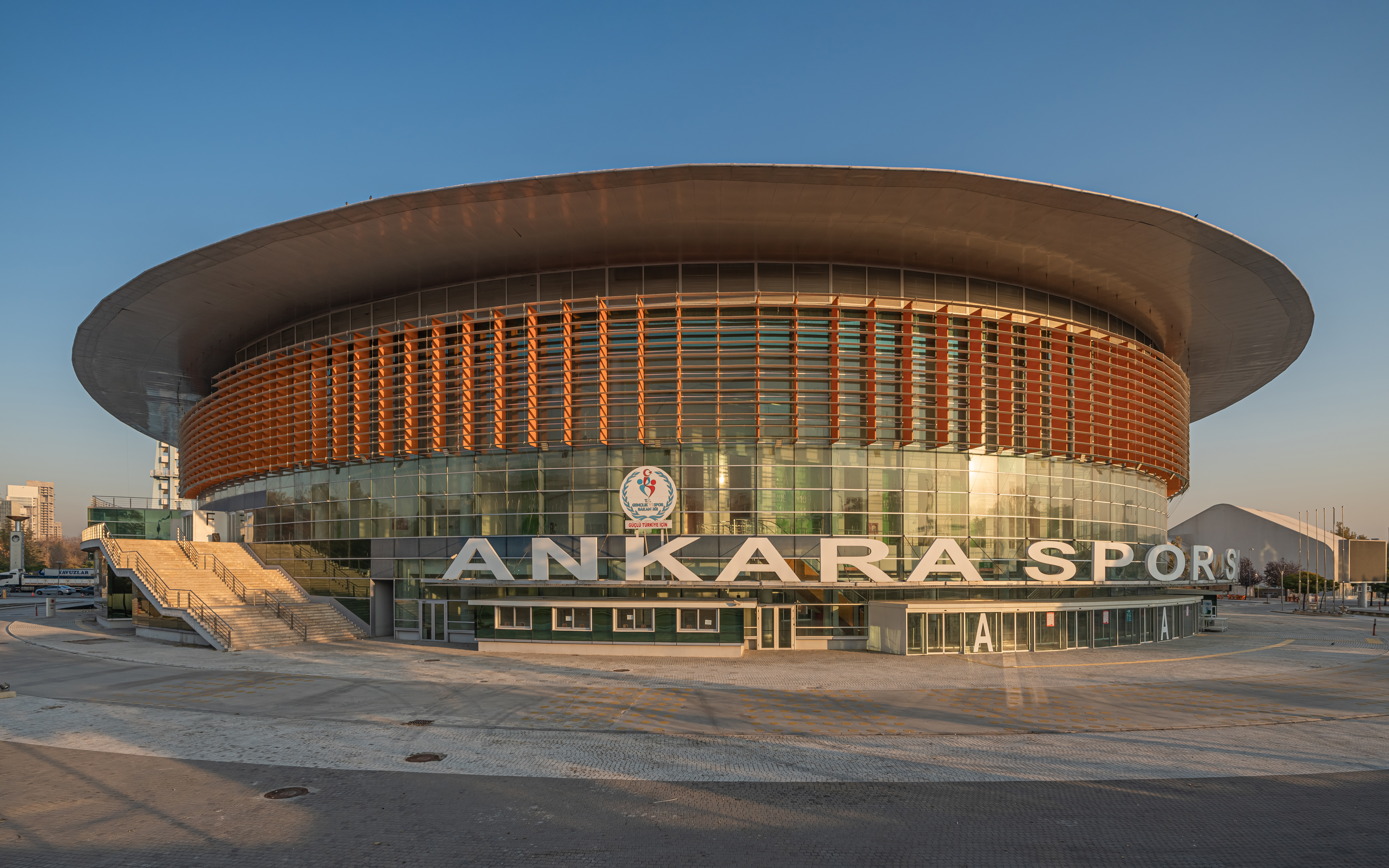
Az ankarai aréna

Akárcsak egész Törökországban, Ankarában is a labdarúgás a legnépszerűbb sportág. A városnak négy elsőosztályú labdarúgó-csapata van: a Gençlerbirliği SK, a Büyükşehir Belediye Ankaraspor, az Ankaragücü és a Hacettepespor. Az egyik legnagyobb labdarúgó-stadion az Ankara 19 Mayıs Stadion, amelynek befogadóképessége 20 600 fő.
A városnak két professzionális kosárlabda-csapata van, a Türk Telekom Ankara és a CASA TED Ankara Kolejliler. Népszerű még a műkorcsolya és a jégkorong; e sportok kedvelői az Ankara Buz Pateni Sarayı jégpályát használhatják. A pálya 1150 nézőt képes befogadni. A fiatalok körében népszerű a gördeszkázás, a gördeszkások fő találkozóhelye a parlament épülete melletti park.
1936 óta minden év december 27-én megrendezik a Nagy Atatürk Futóversenyt.

## Testvérvárosok
Ankarának 40 testvérvárosa van:
| - Addisz-Abeba (Etiópia), 2006 - Asgabat (Türkmenisztán), 1994 - Asztana (Kazahsztán), 2001 - Biskek (Kirgizisztán), 1992 - Bukarest (Románia), 1998 - Budapest (Magyarország), 1992 - Chişinău (Moldova), 2004 - Dipkarpaz (Észak-Ciprus), 1982 - Dusanbe (Tádzsikisztán), 2003 - Hanoi (Vietnám), 1998 - Havanna (Kuba), 1993 - Iszlamabad (Pakisztán), 1982 - Kabul (Afganisztán), 2003 - Kazany (Tatárföld), 2005 | - Kairó (Egyiptom), 2004 - Kijev (Ukrajna), 1993 - Kinshasa (Kongó), 2005 - Khartoum (Szudán), 1992 - Kuala Lumpur (Malajzia), 1984 - Kuvaitváros (Kuvait), 1994 - Lefkoşa (Észak-Ciprus), 1989 - Manáma (Bahrein), 2000 - Minszk (Fehéroroszország), 2007 - Mogadishu (Szomália), 2000 - Moszkva (Oroszország), 1992 - Peking (Kína), 1990 - Pristina (Koszovó), 2005 | - Damaszkusz (Szíria), 2004 - Szanaa (Jemen), 2004 - Santiago (Chile), 2000 - Szarajevó (Bosznia-Hercegovina), 1994 - Szöul (Dél-Korea), 1971 - Szkopje (Macedónia), 1995 - Szófia (Bulgária), 1992 - Taskent (Üzbegisztán), 2004 - Tbiliszi (Grúzia), 1996 - Tirana (Albánia), 1995 - Ufa (Oroszország), 1997 - Ulánbátor (Mongólia), 2003 - Zágráb (Horvátország), 2008 |